# Stevan Faddy
Stevan Faddy (Kotor, 2 de setembro de 1986) é um cantor montenegrino, que representou Montenegro no Festival Eurovisão da Canção 2007, com a música 'Ajde, kroči, terminando em 22º na semi-final.